# Etheostoma rafinesquei
Etheostoma rafinesquei är en fiskart som beskrevs av Burr och Page 1982. Etheostoma rafinesquei ingår i släktet Etheostoma och familjen abborrfiskar. Inga underarter finns listade i Catalogue of Life.